# Liste von Militärs/D

## Da
- Dąbrowski, Jan Henryk (1755–1818), polnischer General und Nationalheld
- Dajan, Mosche (1915–1981), israelischer General des Sechstagekriegs 1967 und Verteidigungsminister
- Daendels, Hermann Wilhelm (1762–1818), niederländischer General; Marschall von Holland; Generalgouverneur von Ostindien
- Däniker, Gustav (1928–2000), Dr. phil., schweizerischer Divisionär; Stabschef Operative Schulung der schweizerischen Armee; Militärpublizist; Mitglied IISS
- Dahlberg, Erik (1625–1703), schwedischer General; seit 1693 schwedischer Reichsgraf, Feldmarschall und Generalgouverneur von Bremen und Verden
- Dalibor von Kozojed († 1498), böhmischer Ritter
- Dallaire, Roméo (* 1946), kanadischer UN-General; Kommandant der Blauhelmtruppen bei der UNAMIR-Mission in Ruanda
- Daly, Daniel (1873–1937), einer von nur zwei US-amerikanischen Soldaten, die zweimal mit der Ehrenmedaille des Kongresses ausgezeichnet wurden
- Dalzel-Job, Patrick (1913–2003), britischer Marineoffizier und Kommando-Führer im Zweiten Weltkrieg
- Damas, Ange Hyacinthe Maxence, Baron de (1785–1862), französischer General und Staatsmann; während der napoleonischen Ära in russischen Diensten; Kriegs- und Außenminister
- Damas-Crux, Etienne-Charles, duc de (1754–1846) französischer Generalleutnant
- Damas, François Etienne (1764–1828), französischer General; Klébers Stabschef; Generalinspektor der Gendarmerie
- Damas, Joseph François Louis, duc de (1758–1829), französischer General; Royalist; kämpfte im Condéschen Emigrantenheer gegen die Republikaner
- Damas, Roger, comte de (1765–1823), französischer General; nach der Restauration Generalleutnant und Befehlshaber von Lyon
- Damjanich, Johann (1804–1849), ungarischer General im Revolutionskrieg gegen die Habsburger
- Dampierre, Auguste Henri Marie Picot, marquis de (1756–1793), französischer General; gefallen bei Condé
- Dampierre, Heinrich Duval, Graf von (1580–1620), kaiserlich-königlicher Feldmarschall und Kriegsrat; gefallen in Pressburg
- Damrémont, Charles-Marie Denys de, französischer General; 1837 in Algerien gefallen
- Danjou, Jean (1828–1863), französischer Hauptmann; befehligte eine Kompanie Fremdenlegionäre in der Schlacht bei Camerone
- Dankl von Krasnik, Viktor Graf, (1854–1941), österreichisch-ungarischer Feldmarschall und Heerführer im Ersten Weltkrieg
- Darby, William O. (1911–1945), US-amerikanischer Offizier im Zweiten Weltkrieg; Kommandeur einer Spezialeinheit (Darby's Rangers); gefallen; postum zum Brigadegeneral befördert
- Darlan, François (1881–1942), französischer Admiral und Politiker des Vichy-Regimes; ermordet
- Daschkewytsch, Ostap (1472–1533), ukrainischer Kosakenführer
- Daublebsky, Maximilian, Freiherr von Sterneck zu Ehrenstein (1829–1897), österreichischer Admiral
- Daumas, Eugène (1803–1871), französischer General und Diplomat
- Daun, Leopold Joseph Graf (1705–1766), österreichischer Feldmarschall und Feldherr im Siebenjährigen Krieg
- Daun, Wirich Philipp Graf (1669–1741), kaiserlicher Feldmarschall
- Daun, Wilhelm Graf, kaiserlicher Feldmarschall
- David, Jérôme Frédéric Paul Baron (1823–1882), französischer Offizier und Minister
- Davidowich, Paul (1737–1814), Baron, österreichischer General serbischer Herkunft
- Davout, Louis-Nicolas, duc d'Auerstedt, (1770–1823), napoleonischer Marschall; der „Robespierre von Hamburg“
- Dawydów, Denis Wassiljewitsch (1784–1839), russischer Kriegsschriftsteller und Dichter

## De
- Dearborn, Henry (1751–1829), US-amerikanischer Arzt, Politiker und General
- De Bono, Emilio (1866–1944), italienischer Marschall; Mitbegründer der Faschistischen Partei; Kolonialminister; Oberbefehlshaber im Italienisch-Äthiopischen Krieg; hingerichtet
- Debschitz, Kolmar von (1809–1878), königlich preußischer Generalleutnant
- Decaen, Charles Matthieu Isidore (1769–1832), Graf, französischer General
- Decaen, Claude Théodore (1811–1870), französischer General
- Decken, Karl von (1784–1844), preußischer General, militärischer und belletristischer Schriftsteller
- Degenfeld, Alfred von (1816–1888), deutscher Generalleutnant
- Degenfeld-Schonburg, August Franz Johann Christoph von (1798–1876), österreichischer Feldzeugmeister
- Degenfeld-Schonburg, Christoph von (1831–1908), preußischer General der Kavallerie
- Degenfeld, Christoph Martin Freiherr von (1599–1653), Feldherr im Dreißigjährigen Krieg und im 6. Venezianischen Türkenkrieg
- Degenfeld-Schonburg, Christoph Martin von (1689–1762), preußischer General der Kavallerie und Kriegsminister
- Degenfeld-Schonburg, Friedrich Christoph von (1769–1848), österreichischer Generalmajor und Mitglied der kurhessischen Ständeversammlung
- Degenfeld, Hannibal von (1648–1691), venezianischer Generalkapitän gegen die Türken
- Degrelle, Léon (1906–1994), belgischer Faschist und Führer der Wallonischen Legion
- Deichen, Karl (1914–1969), deutscher Brigadegeneral des Heeres der Bundeswehr
- Deichmann, Paul (1898–1981), deutscher Luftwaffengeneral im Zweiten Weltkrieg; Luftflottenbefehlshaber
- Deimling, Berthold von (1853–1944), preußischer General und Pazifist
- Deinhard, Karl August (1842–1892), deutscher Admiral
- Dejean, Jean Francois Aimé (1749–1824), Graf, französischer General
- Dejean, Pierre Francois Aimé Auguste (1780–1845), Graf, französischer General und Entomologe
- Delaborde, Henri Francois (1764–1833), französischer General
- de Launay, Claudio Gabriele (1786–1850), italienischer General und Ministerpräsident
- De la Gardie, Jakob (1583–1652), schwedischer Feldmarschall
- De la Gardie, Magnus Gabriel (1622–1686), schwedischer Feldherr, Staatsmann und Mäzen
- De la Gardie, Pontus (1520–1585), französisch-schwedischer Heerführer, Gouverneur von Livland
- Delestraint, Charles (1879–1945), französischer General und Résistance-Mitglied; im KZ Dachau von den Nazis ermordet
- Delgado, Humberto (1906–1965), portugiesischer General und Politiker
- Deligny, Édouard Jean Etienne (1815–1902), französischer General
- De Lisle, Sir Beauvoir KCB KCMG DSO (1864–1955), britischer General im Ersten Weltkrieg; Kommandeur der 29. Division auf Gallipoli und an der Westfront
- Dembinski, Heinrich (1791–1864), polnischer General
- De Meza, Christian Julius (1792–1865), dänischer General; Befehlshaber des dänischen Feldheeres im Deutsch-Dänischen Krieg 1864
- Demosthenes († 413 v. Chr.), griechischer Heerführer
- Dempsey, Martin E. (* 1952), US-amerikanischer General
- Denfert-Rochereau, Pierre Marie Aristide (1823–1878), französischer Oberst
- Denikin, Anton Iwanowitsch (1872–1947), weißrussischer General
- Dentz, Henri Fernand (1881–1945), französischer Armeegeneral im Zweiten Weltkrieg; Oberbefehlshaber der Levantearmee in Syrien
- Derfflinger, Georg Reichsfreiherr von (1606–1695), brandenburgischer Generalfeldmarschall, besiegte die Schweden bei Fehrbellin 1675
- Derkyllidas (4. Jahrhundert v. Chr.), spartanischer Feldherr
- Deroy, Bernhard Erasmus (1743–1812), Graf und bayrischer General
- Derwisch, Pascha Ibrahim (1817–1896), türkischer General
- Desaix, Louis-Charles-Antoine (1768–1800), französischer General, gefallen bei Marengo
- Desfossés, Romain Joseph (1798–1864), französischer Admiral
- Dessoles, Jean Joseph Paul (1767–1828), französischer General
- Erich Dethleffsen (1904–1980), deutscher Generalmajor
- Devereux, James (1903–1988), US-amerikanischer Brigadegeneral im Zweiten Weltkrieg
- Devers, Jacob Loucks (1887–1979), US-amerikanischer General im Zweiten Weltkrieg; SACEUR
- De Wet, Christian (1854–1922), südafrikanischer Politiker und Burengeneral
- Dewey, George (1837–1917), US-amerikanischer Admiral, Spanisch-Amerikanischer Krieg
- Dewjatajew, Michail Petrowitsch (1917–2002), sowjetischer Luftwaffenoffizier; Kampfflieger der Roten Armee

## Di
- Diaz, Armando (1861–1928), italienischer Marschall, Chef des italienischen Generalstabes und des Oberkommandos
- Díaz, Porfirio (1830–1915), mexikanischer General und Staatspräsident
- Dick, Robert Henry (um 1785–1846), britischer Generalmajor gefallen in der Schlacht von Sobraon
- Didion, Isidor (1798–1878), französischer General und Mathematiker
- Diebitsch-Sabalkanski, Hans Karl von (1785–1831), russischer Feldmarschall, schloss mit Yorck die Konvention von Tauroggen
- Diederichs, Otto von (1843–1918), deutscher Admiral, Chef des Admiralstabs der Marine
- Dieffenbach, Karl (1859–1936), Generalleutnant und Führer des IX. Reserve-Korps
- Dieskau, Karl Wilhelm von (1701–1777), preußischer Generalleutnant
- Dietl, Eduard (1890–1944), deutscher Generaloberst, Oberbefehlshaber der 20. Gebirgsarmee
- Dietl, Karl von (1813–1885), königlich bayerischer Generalleutnant
- Dietrich von Anhalt-Dessau (1702–1769), preußischer Feldmarschall
- Dietrich, Josef (1892–1966), SS-Oberstgruppenführer, einer von Hitlers engsten Vertrauten, Oberbefehlshaber einer Panzerarmee
- Dill, Sir John CMG DSO GCB (1881–1944), britischer Feldmarschall
- Dimitrijević, Dragutin (1876–1917), serbischer Offizier, Geheimdienstler und Verschwörer
- Dirlewanger, Dr. Oskar (1895–1945), SS-Offizier, Chef des Sonderkommandos Dirlewanger, bekannt wegen seiner äußerst brutalen Vorgehensweise
- Diterichs, Michail Konstantinowitsch (1874–1937), russischer General, Generalstabschef, General der Weißen Armee
- Ditfurth, Maximilian von (1806–1861), ein kurhessischer Hauptmann und Militärhistoriker, Mitglied der kurhessischen Ständeversammlung

## Do
- Döbeln, Georg Carl von (1758–1820), schwedischer General im Russisch-Schwedischen Krieg
- Dobschütz, Adalbert von (1824–1895), königlich preußischer Oberst
- Dobschütz, Carl von (1861–1946), deutscher Generalmajor
- Dobschütz, Carl Moritz Wenzel von (1726–1807), königlich preußischer Generalmajor
- Dobschütz, Leo von (1862–1934), königlich preußischer Generalmajor und Rechtsritter des Johanniterordens
- Dobschütz, Leopold Wilhelm von (1763–1836), königlich-preußischer General der Befreiungskriege
- Dobschütz, Robert von (1850–1927), königlich-preußischer Generalmajor
- Dochturow, Dimitri Sergejewitsch (1756–1816), russischer General während der Napoleonischen Kriege
- Dodds, Alfred Amedée (1842–1922), französischer Offizier
- Dode de la Brunerie, Guillaume (1775–1851), Marschall von Frankreich
- Doernberg, Stefan (1924–2010), als Leutnant der 8. sowjetischen Gardearmee nahm er an den Kämpfen in der Ukraine, in Polen und um Berlin teil.
- Dohna, Christian Albrecht von (1621–1677), kurbrandenburgischer General
- Dohna-Carwinden, Christoph Delphicus von (1628–1668), schwedischer Feldmarschall
- Dohna, Fabian I. von (1550–1621), Feldobrist und Söldnerführer, Hofmarschall
- Dohna-Schlobitten, Alexander zu (1661–1728), kurbrandenburgischer Generalfeldmarschall und Diplomat
- Dohna-Schlobitten, Heinrich Graf zu (1882–1944), Generalmajor und Widerstandskämpfer des 20. Juli 1944; hingerichtet
- Dohna-Schlodien, Christoph I. von (1665–1733), preußischer General und Diplomat
- Dohna-Schlodien, Christoph II. von (1702–1762), preußischer General im Siebenjährigen Krieg
- Doihara Kenji (1883–1948), japanischer Offizier und Spion; hingerichtet
- Dollmann, Friedrich (1882–1944), deutscher Generaloberst; Oberbefehlshaber der 7. Armee im Zweiten Weltkrieg
- Dombrowski, Johann Heinrich (1755–1818), polnischer General
- Domínguez, José Lopez (1829–1911), spanischer General und Staatsmann; 1883 Kriegsminister; 1906 Ministerpräsident
- Dominguez, Lopez (* 1825), spanischer Marschall
- Dominik, Hans (1870–1910), Offizier der Kaiserlichen Schutztruppe für Kamerun
- Domville, Sir Barry CMG, CB, KBE (1878–1971) britischer Admiral; Direktor der Naval Intelligence Division; Präsident des Royal Naval College und kommandierender Vizeadmiral des War College; Gründer der nazifreundlichen Vereinigung The Link; deshalb während des Zweiten Weltkrieges interniert
- Dönitz, Karl (1891–1980), Großadmiral, Oberbefehlshaber der deutschen Kriegsmarine, Reichspräsident
- Dönhoff, Alexander von (1683–1742), preußischer Generalleutnant und Vertrauter des Königs Friedrich Wilhelm I.
- Dönhoff, Friedrich von (1639–1696), kurbrandenburgisch-preußischer Generalleutnant
- Dönhoff, Otto Magnus von (1665–1717), brandenburgisch-preußischer Generalleutnant und Gesandter
- Donner, Johann Otto (1808–1873), Befehlshaber der Schleswig-Holsteinischen Marine, preußischer Konteradmiral
- Donovan, William Joseph (1883–1959), „Wild Bill“; US-amerikanischer General und Geheimdienstchef
- Doolittle, James H. (1896–1993), Luftwaffengeneral, bekannt für den Doolittle-Raid
- Doorman, Karel (1889–1942), niederländischer Konteradmiral; Befehlshaber der ABDA-Flotte; gefallen in der Schlacht in der Javasee
- Doria, Andrea (1466–1560), genuesischer Admiral, siegreich gegen die Türken
- Dörnberg, Wilhelm Kaspar Ferdinand (1768–1850), Freiherr von
- Dornberger, Walter (1895–1980), deutscher General, Chef des deutschen Raketenwaffen-Programms
- Dorregaray, Antonio (ca. 1820–1882), spanischer General
- Dossow, Friedrich Wilhelm von (1669–1758), preußischer Generalfeldmarschall, Gouverneur von Wesel
- Dostler, Anton (1891–1945), deutscher General im Zweiten Weltkrieg, als Kriegsverbrecher hingerichtet
- Douay, Abel (1809–1870), französischer General
- Douay, Félix Charles (1816–1879), französischer General im Deutsch-Französischen Krieg
- Doughty-Wylie, Charles VC CB CMG (1868–1915); britischer Berufsoffizier; Oberstleutnant der Royal Welch Fusiliers; gefallen auf Gallipoli
- Douglas, Sir James (1286–1330), schottischer Heerführer im Schottischen Unabhängigkeitskrieg
- Douhet, Giulio (1869–1930), italienischer General und Luftstratege
- Dowding, Sir Hugh GCB, GCVO, CMG, 1. Baron Dowding, (1882–1970), britischer Luftwaffengeneral im Zweiten Weltkrieg; Kommandeur des RAF Fighter Command bei der Luftschlacht um England 1940

## Dr
- Dragomirow, Michail Iwanowitsch (1830–1905), russischer General
- Dráscovics, Johann (1550–1613), Ban von Kroatien
- Drašković von Trakošćan, Josip Kazimir (1714–1765), österreichischer General
- Drenteln, Alexander Romanowitsch (1820–1888), russischer General und Staatsmann
- Drews, Erhard (* 1952), Generalmajor der Bundeswehr
- Drouet d’Erlon, Jean-Baptiste (1765–1844), französischer General und Marschall von Frankreich
- Drummond, Sir Gordon GCB (1772–1854), britischer General und Kolonialadministrator in Kanada
- Drury-Lowe, Drury GCB (1830–1908), britischer General und Generalinspekteur der Kavallerie

## Ds
- Ahmed Dschewad Pascha (1851–1900), türkischer General und Staatsmann
- Dschingis Khan, geboren als Temüdschin, († 1227), Khan der Mongolen

## Du
- Dubois-Crancé, Edmond (1746–1814), französischer General und Kriegsminister
- Du Casse, Pierre Emanuel Albert (1813–1893), französischer Militärschriftsteller
- Duch, Oswald (1918–2000), deutscher Flottillenadmiral
- Duchesne, Jacques Charles René (1837–1918), französischer General
- Duckworth, Sir John Thomas G.C.B. (1748–1817), britischer Admiral während der Koalitionskriege und im Krieg von 1812
- Ducrot, Auguste Alexandre (1817–1882), französischer General im Deutsch-Französischen Krieg
- Duesterberg, Theodor (1875–1950), Vorsitzender des Stahlhelmbundes
- Dufour, Guillaume-Henri (1787–1875), schweizerischer General, Politiker, Kartograf und Ingenieur
- Duguay-Trouin, René (1673–1736), berühmter französischer Seeheld
- Duguesclin, Bertrand (1320–1380), französischer Ritter und Connetable von Kastilien
- Düker, Carl Gustav (1671–1732), schwedischer Feldmarschall
- Dumas, Matthieu (1753–1837), französischer General
- Dumas, Thomas Alexandre (1762–1806), französischer General
- Dumonceau, Leone Baptiste, Graf von Bergendahl (1760–1821), Marschall von Holland
- Dumont d’Urville, Jules Sébastien César (1790–1842), französischer Konteradmiral und Weltumsegler
- Dumouriez, Charles Francois (1739–1823), französischer General
- Duperré, Victor Guy (1775–1846), Baron, französischer Admiral,
- Durutte, Joseph François (1767–1827), französischer Graf und General
- Duhesme, Guillaume Philibert (1766–1815), französischer General; gefallen bei Waterloo
- Dumouriez, Charles-François (1739–1823), französischer General; später Gegenrevolutionär
- Duncan, Adam, 1. Viscount Duncan of Camperdown, (1731–1804), britischer Admiral und Seeheld; Sieger in der Schlacht vor Kamperduin 1797
- Dundas, Richard Saunders (1802–1861), britischer Admiral
- Dundas, Sir James Whitley Deans (1785–1862) G.C.B., britischer Admiral; Marinekommandeur im Krimkrieg
- Dundas, Hon. Sir Richard Saunders K.C.B. (1802–1861), britischer Vizeadmiral; zweiter Lord der Admiralität
- Dünewald, Johann Heinrich (ca. 1620–1691), österreichischer General der Kavallerie
- Winfried Dunkel (* 1942), deutscher Generalmajor des Heeres der Bundeswehr
- Dunois, Jean (ca. 1403–1468), französischer Heerführer
- Duperré, Victor Guy Baron (1775–1846), französischer Admiral
- Dupetit-Thouars, Aristide Aubert (1760–1798), französischer Admiral; gefallen bei Abukir
- Duquesne, Abraham (1610–1688), französischer Seeheld
- Durando, Giacomo (1807–1894), italienischer General und Staatsmann
- Durant, Michael J. (* 1961), US-amerikanischer Hubschrauberpilot; abgeschossen in Somalia
- Durnford, Anthony (1830–1879), britischer Offizier; gefallen in der Schlacht von Isandhlwana, Südafrika
- Duroc, Géraud-Christophe-Michel (1772–1813), französischer General; Napoleons Hofmarschall; Großmarschall des Palastes; gefallen

## Dy
- Dybenko, Pawel Jefimowitsch (1889–1938), Revolutionär, Marineoffizier und Volkskommissar für Militär- und Marineangelegenheiten; hingerichtet
- Dyer, Reginald (1864–1927), britischer General; bekannt für die brutale Niederschlagung des Aufstandes in Amritsar, 13. April 1919

## Dz
- Dzialynski, Titus (1797–1861), polnischer General
- Dziobek, Otto (1875–1964), Soldat